# Selaginella kusaiensis
Selaginella kusaiensis är en mosslummerväxtart som beskrevs av Hosokawa. Selaginella kusaiensis ingår i släktet mosslumrar, och familjen mosslummerväxter. Inga underarter finns listade i Catalogue of Life.